# St. Katharina (Wasserlos)

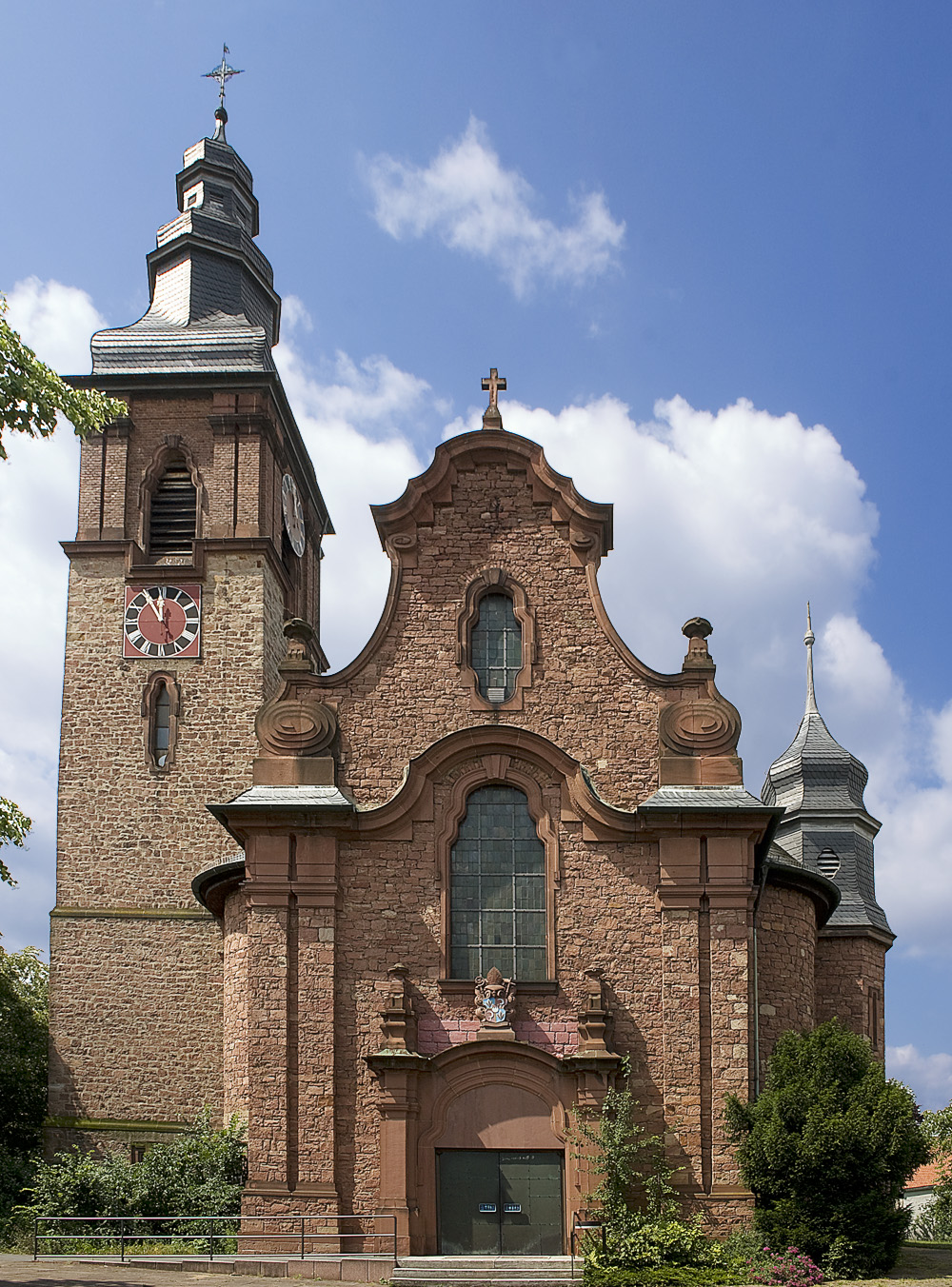
St. Katharina (Wasserlos)

Die römisch-katholische, denkmalgeschützte Kuratiekirche St. Katharina steht in Wasserlos, einem Gemeindeteil der Kleinstadt Alzenau im Landkreis Aschaffenburg (Unterfranken, Bayern). Die Kirche ist unter der Denkmalnummer D-6-71-111-96 als Baudenkmal in der Bayerischen Denkmalliste eingetragen. Die Kirchengemeinde gehört zur Pfarreiengemeinschaft Sankt Benedikt am Hahnenkamm (Alzenau) im Dekanat Alzenau des Bistums Würzburg.

## Beschreibung
Die neobarocke Saalkirche wurde 1914–20 aus rotem Buntsandstein nach Plänen von Karl Marschall erbaut. Sie besteht aus einem Langhaus mit gerundeten Ecken, einem eingezogenen, halbrund geschlossenen Chor im Westen und einem Glockenturm an der Südostseite, der auch die Turmuhr beherbergt, und einem Treppenturm an der Nordostseite des Langhauses. Die Fassade im Osten, die mit einem Schweifgiebel bedeckt ist, beherbergt das Portal zwischen doppelten Pilastern. Die 1936 gebaute Orgel mit 22 Registern, zwei Manualen und Pedal wurde 1967 von den Gebrüdern Hindelang umgebaut.